# Hydrozetes vicarius
Hydrozetes vicarius är en kvalsterart som beskrevs av Balogh 1958. Hydrozetes vicarius ingår i släktet Hydrozetes och familjen Hydrozetidae. Inga underarter finns listade i Catalogue of Life.